# Jan Bednarek (Politiker)
Jan Paweł Bednarek (* 10. August 1955 in Główczyce) ist ein polnischer Politiker (Samoobrona).
Von 2005 bis 2007 war er Abgeordneter der Samoobrona im Sejm. Er wurde mit 1.102 Stimmen aus dem Wahlkreis 40 Koszalin gewählt. Er ist verheiratet.

## Weblink
- Abgeordneten-Biografie des Sejm

| Personendaten    | Personendaten                            |
| ---------------- | ---------------------------------------- |
| NAME             | Bednarek, Jan                            |
| ALTERNATIVNAMEN  | Bednarek, Jan Paweł (vollständiger Name) |
| KURZBESCHREIBUNG | polnischer Politiker, Mitglied des Sejm  |
| GEBURTSDATUM     | 10. August 1955                          |
| GEBURTSORT       | Główczyce                                |